# Tibeau Swinnen
Tibeau Hugo Swinnen (Diest, 11 januari 1995) is een Belgisch voetballer die doorgaans speelt als middenvelder. In juli 2022 verruilde hij Lierse Kempenzonen voor Thes Sport.

## Clubcarrière
Swinnen doorliep in zijn vaderland de jeugdopleiding van KRC Genk. In de zomer van 2013 besloot de rechtsbuiten een overstap te maken naar Nederland, waar hij ging spelen voor FC Eindhoven. Zijn debuut maakte hij op 17 januari 2014, toen er met 0–4 werd gewonnen op bezoek bij MVV Maastricht. Swinnen moest van coach Jean-Paul de Jong op de bank beginnen. Drie minuten voor het einde van de wedstrijd mocht hij invallen voor vleugelaanvaller Nayib Lagouireh, die twee keer had gescoord en een assist had gegeven. De andere doelpunten werden gemaakt door Norichio Nieveld en Jens van Son. Eind 2014 zette Swinnen zijn handtekening onder zijn eerste professionele verbintenis bij Eindhoven.
Voor zijn eerste doelpunt tekende hij op 7 maart 2015, thuis tegen FC Volendam. Nadat het door treffers van Kevin Brands en Nieveld 1–1 stond zette Swinnen zijn ploeg in de vijfenvijftigste minuut op voorsprong. Twee minuten later tekende Tom Boere voor de beslissende 3–1. In zijn eerste twee seizoenen bij Eindhoven kwam de Belg nog niet heel veel in actie, maar in het seizoen 2015/16 groeide hij uit tot een vaste basisspeler op het middenveld van coach Mitchell van der Gaag. In de zomer van 2018 stapte Swinnen transfervrij over naar Helmond Sport, waar hij zijn handtekening zette onder een verbintenis voor de duur van twee seizoenen. In zijn eerste seizoen bij de club werd hij door zijn coach Rob Alflen benoemd tot aanvoerder van het elftal. Helmond Sport eindigde dat seizoen op de laatste plaats in de competitie. Na afloop van zijn contract verliet hij Helmond.
In december 2020 tekende de transfervrije Swinnen bij Lierse Kempenzonen, dat op dat moment voorlaatste stond in Eerste klasse B. In de zomer van 2022 stopte Swinnen als profvoetballer en ging hij voor Thes Sport spelen.

## Clubstatistieken
| Seizoen | Club               | Competitie       | Competitie | Competitie | Beker | Beker | Internationaal | Internationaal | Nacompetitie | Nacompetitie | Totaal | Totaal |
| Seizoen | Club               | Competitie       | Wed.       | Dlp.       | Wed.  | Dlp.  | Wed.           | Dlp.           | Wed.         | Dlp.         | Wed.   | Dlp.   |
| ------- | ------------------ | ---------------- | ---------- | ---------- | ----- | ----- | -------------- | -------------- | ------------ | ------------ | ------ | ------ |
| 2013/14 | FC Eindhoven       | Eerste divisie   | 4          | 0          | 0     | 0     | —              | —              | 0            | 0            | 4      | 0      |
| 2014/15 | FC Eindhoven       | Eerste divisie   | 15         | 1          | 0     | 0     | —              | —              | 0            | 0            | 15     | 1      |
| 2015/16 | FC Eindhoven       | Eerste divisie   | 32         | 0          | 1     | 0     | —              | —              | 2            | 0            | 35     | 0      |
| 2016/17 | FC Eindhoven       | Eerste divisie   | 25         | 0          | 1     | 0     | —              | —              | —            | —            | 26     | 0      |
| 2017/18 | FC Eindhoven       | Eerste divisie   | 36         | 2          | 2     | 0     | —              | —              | —            | —            | 38     | 2      |
| 2018/19 | Helmond Sport      | Eerste divisie   | 35         | 2          | 1     | 0     | —              | —              | —            | —            | 36     | 2      |
| 2019/20 | Helmond Sport      | Eerste divisie   | 28         | 4          | 1     | 1     | —              | —              | —            | —            | 29     | 5      |
| 2020/21 | Lierse Kempenzonen | Eerste klasse B  | 13         | 0          | —     | —     | —              | —              | —            | —            | 13     | 0      |
| 2021/22 | Lierse Kempenzonen | Eerste klasse B  | 25         | 0          | 1     | 0     | —              | —              | —            | —            | 26     | 0      |
| 2022/23 | Thes Sport         | Eerste nationale | 37         | 2          | 2     | 0     | —              | —              | —            | —            | 39     | 2      |
| 2023/24 | Thes Sport         | Eerste nationale | 33         | 3          | 3     | 0     | —              | —              | —            | —            | 36     | 3      |
| 2024/25 | Thes Sport         | Eerste nationale | 29         | 2          | 2     | 0     | —              | —              | —            | —            | 31     | 2      |
| Totaal  | Totaal             | Totaal           | 312        | 16         | 14    | 1     | 0              | 0              | 2            | 0            | 328    | 17     |

Bijgewerkt op 27 mei 2025.